# Часови плеса за одрасле и напредне
Часови плеса за одрасле и напредне (чеш. Taneční hodiny pro starší a pokročilé) је роман чешког књижевника Бохумила Храбала (чеш. Bohumil Hrabal) објављен 1964. године у издавачкој кући "Československý spisovatel". Састоји се од монолога главног лика који је изречен у једној дугачкој реченици. Српско издање књиге објавили су "Стубови културе" из Београда 2000. године, у преводу Милана Чолића.

## О аутору
Бохумил Храбал (28. март 1914, Брно, Чешка — 3. фебруар 1997, Праг), је један од најпознатијих чешких аутора. Дипломирао је право на Карловом универзитету али се никада није бавио правом. Радио је као продавац, у позоришту као радник на кулисама и статиста, као агент осигурања, трговачки путник, на пословима у фабрици и као канцеларијиски радник. Од 1963. године почиње да живи од писања, али је 1968. године осудио совјетску окупацију Чекословачке и то му доноси забрану објављивања до 1975. године. Најсрећније године Храбаловог стваралашта је у периоду од 1963. до 1969. године.

## О књизи
Главни лик романа је типичан Храбалов лик пабителе (особе опседнуте говором), познат и из његових других књига. Он носи црте чика Пепина, познатог на пример из романа Стрижено-скраћено (Postřižiny), али се не зове тако. Међутим, као и он, он је школовани обућар и опширно цитира из „науке о сексуалном здрављу господина Батисте“. У време казивања има 70 година. Прича много прича које је прикупио током својих путовања због рада у Аустроугарској, или у аустријској војсци, коју обожава и којој се диви; користи и известан број германизама. За себе каже да је „обожавалац европске ренесансе“, која је својеврсна мешавина неколико идеја (Хавличек, [[Јохан Волфганг Гете|Гете]) и љубави према животу, посебно еротичне („цар је могао да негује европску ренесансу са Шратовом“). На једном месту у прози открива се да монолог има своју публику, а то је прелепа госпођица Камила, која бере трешње, а коју старац посматра. Књига је званично први пут објављена 1964. године, иако је Храбал прву верзију текста написао још 1949. године. Тада је настала снимањем говора Храбаловог стварно постојећег стрица Пепина. Храбал је прво користио нарацију у првом лицу у својој званично објављеној прози, касније је то постало његово типично оруђе (посебно у Служио сам енглеског краља, Превише бучна самоћа ). Проза се често назива романом .
Блахослав Докоупил у Речнику чешке прозе (1994) писао је о стилу књиге: „Основни стилски ефекат је померање и конотативно раслојавање значења, које настаје како када се речи, фразе и слике користе нетачно или, уопштено гледано, неадекватно, тако и када се значењске равни сударају у шавовима појединих сегмената текста, које аутор повезује методом колажа. Говорник Часови плеса не дели општеприхваћен – прагматичан и утилитаристички – систем животних вредности, а његова визија света је већ „депласирана“, особена. Осим тога, сталним скакањем из једног контекста у други, из једне идеје у другу, долази до ненамерних кратких спојева значења у његовом говору, речи и слике се ослобађају својих уобичајених, конвенционалних контекста“.
О главном јунаку Докоупил наводи: „Говор чика Пепина је онаква каква је његова природа: несофистициран, отворен према свету и људима, жељно прихвата све што се око њега дешава, безгранично виталан и заувек задивљен. За Пепина је све што живот носи подстицај за игриву трансформацију кроз говор, а за њега је говор стварнији од саме стварности: оно што му се чини истинитим није оно што се стварно догодило, већ оно што је дочарао у својим незаустављивим говорима. (...) Говором по драми, Пепин претвара „сузну долину у смех“. Истовремено, делотворност његовог говорног стваралаштва уско је повезана са коришћеним језичким средствима, која јачају говорни карактер текста и кокреирају илузију тренутно доживљене комуникационе ситуације.“